# Stand by you
〈Stand by you〉(스탠드 바이 유)는 SKE48의 24번째 싱글이다.